# نیترید گالیم
نیترید گالیم (به انگلیسی: Gallium nitride) با فرمول شیمیایی GaN یک ترکیب شیمیایی با شناسه پاب‌کم ۱۱۷۵۵۹ است؛ که جرم مولی آن 83.73 g/mol می‌باشد. شکل ظاهری این ترکیب، پودر زرد است. گالیوم نیترید (GaN) یک ترکیب دوتایی نیمه هادی گروه III-V با کافِ نواریِ مستقیم است که به منظور استفاده در دیودهای نورگسیل از سال ۱۹۹۰ به کار گرفته شده‌است. این ترکیب بسیار سخت دارای یک ساختار بلوری ورتزایت (Wurtzite) است. این ساختار دارای کاف انرژی ۳٫۴ الکترون ولت است. ویژگی‌های منحصر بفرد این ماده به آن جازه به‌کارگیری در صنعت اپتوالکترونیک دستگاه‌های توان-بالا فرکانس-بالا را می‌دهد.
حساسیت این ماده به تابش یونیزه‌کننده کم بوده (همانند نیتریدهای گروه سه دیگر) که منجر به مناسب بودن این ماده برای استفاده در سلول‌های خورشیدی ماهواره‌های فضایی می‌شود. این ماده به علت داشتن پایداری بالا در برابر فضاهای تابشی می‌تواند کاربردهای دیگری در تجهیزات نظامی و فضایی داشته باشد.
ترانزیستورهای بر پایه گالیوم نیترید قابلیت مقاومت در برابر دما و ولتاژ را دارند که نسبت به ترانزیستورهای گالیوم آرسنایدی بهتر بوده. این ترانزیستورها توان ایده ال در فرکانس مایکروویو هستند. همین‌طور ویژگی‌های مناسبی در ناحیه تراهرترز THz از خود نشان می‌دهند

## ویژگی‌های فیزیکی
گالیوم نیترید دارای سختی بالا حدود 2GPa ۱۲± است. ماده نمیه هادی با گاف بالا با پایداری مکانیکی بالا است که دارای رسانش دمایی و ظرفیت حرارتی بالایی است. این ماده در حالت خالص خود با ترک خوردن مقاومت می‌کند و می‌توان بر روی سافایر، سیلیکون کاربید لایه نشانی شود. به خارج از میسمچ‌هایی که در ثابت شبکه دارند. با دوپ کردن سیلیکون واکسیژن در گالیوم نیترید می‌توان نوع اِن (n-type) این ماده را بدست آورد و همین‌طور برای نوع پی (p-type) منیزیوم را می‌توان وارد کرد. لازم بذکر است که وارد کردن ناخالصی‌هایی چون سیلیس یا منیزیوم ساختار شبکه را تغییر داده که منجر به شکسته شدن این بلور می‌شود. ترکیبات گالیوم نیتریدی دارای دیسلوکیشن بالا در حدود 108 تا 1010 بر سانتی‌متر مربع هستند .
علت رفتار گاف باندی پهن این ماده بر بارهای مخصوصی که الکترون‌های آن در ساختار باندالکترونی و باندهای شیمیایی که دارد، است.

## توسعه
لایه نازک گالیوم نیترید را به صورت تک بلور می‌توان بر روی لایه‌های بافر در دمای پایین مربوط به خودش رشد داد. این لایه‌های تک بلوری با کیفیت، منجر به رشد لایه‌های گالیوم نیترید نوع پی شد که در نهایت امکان ساخت دیودهای نورگسیل آبی و فرابنفش میسر شد. بعد از این اتفاق قطعات الکترونیکی نورگسیل آبی، لیزرهای بنفش و دیتکتورهای یو وی در اشل صنعتی به تولید رسیدند.

### دیودهای نورگسیل
شفافیت بالای دیودهای نورگسیل گالیوم نیتریدی بازهٔ رنگ‌های دیگر را کامل می‌کند. به طوری که امکان ساخت صفحه‌های نمایش که تمام رنگ‌ها را به ما می‌دهند را برای ما میسر کرده و همچنین دیودهای نورگسیل سفید و لیزرهای آبی. اولین دیود نورگسیل بر پایه گالیوم نیترید با روش رشد لایه نازک MOVPE بر روی سافایر انجام شد. زیرلایه‌های دیگر چون اکسید زینک با تطابقی که ثابت شبکه ای که در حدود ۲ درصد دارد با گالیون نیترید و سیلیکون کاربید مورد استفاده قرار می‌گیرند. نیمه هادی‌های نیتریدگروه سه کلا به عنوان مطمئن‌ترین نیمه هادی برای ساخت قطعات اپتیکی در ناحیه فرابنفش، مرئی و مادون قرمز هستند.

### ترانزیستورها
ولتاژ شکست بالا، تحرک پذیری الکترونی بالا و سرعت اشباع بالای که این ماده دارد، آن را یک کاندید قوی برای استفاده در ناحیه مایکروویو توان بالا و دما بالا کرده‌است. از جمله کاربردهای دیگری که این ماده دراد می‌توان به قطعات توان و فرکانس بالای مایکروویو رادیو فرکانس تشدیدکننده توان و کلیدهای ولتاژ بالا نام برد. ترانزیستورهای گالیوم نیتریدی در اشل صنعی هم می‌تواند جایگزین خوبی باشد برای منبع مایکروویو فرهای مایکروویوی به جای مگنترون‌های موجود در بازار.
پهنای باندی بالای این ماده اجازه می‌دهد که ترانزیستورها تولید شده در دماهای بالاتری چون ۴۰۰ درجه کار کنند که بیشتر از دمای کاری در ترانزیستورهای سیلیکونی(۱۵۰ درجه) است. این اتفاق به دلیل حرکت حامل‌های باری است که هر نیمه هادی دارد. اولین MOSFET گالیوم نیتریدی در سال ۱۹۹۳ ساخته شد.

## کاربردها

### دیودهای نورگسیل
از لیزرهای دیودی بنفش ساخته شده بر پایه گالیوم نیترید برای خواندن دیسک‌های بلو-رِی استفاده می‌شود و همچنین با وارد کردن ناخالصی‌هایی مانند ایندیوم و آلومینیوم می‌توان از این ماده دیودهای نورگسیل با طیف نوری از قرمز تا فرابنفش ساخت.

### ترانزیستورها
HEMT بر پایه گالیوم نیترید از سال ۲۰۰۶ به صورت صنعتی به تولید رسیده و در سیستم بی‌سیم به دلیل بازده بالا و تاون کار در ولتاژهای بالایی که دارند و در آینده در صنعت هوایی و مخابرات کاربردهای قابل توجهی را خواهند داشت. ترانزیستورهای MOSFET و MESFET گالیوم نیتریدی برای لایه پایین که دارند در قطعات الکترونیک توان بالا در صنعت اتومبیل و ماشین‌های برقی به کار گرفته شدند و از سال ۲۰۰۸ این قطعات بر روی زیرلایه‌های سیلسکونی ساخته می‌شوند؛ و همچنین دیود شات کی ولتاژ بالا.
یکی دیگر از کاربردهای این قطعات در رادارهای آرایه ای است.

### نانو
نانو میله و نانو ریسمان‌های گالیوم نیتریدی به ما این موقعیت را می‌دهد که قطعات الکترونیکی در ابعاد نانو را تولید کرد.

### اسپین ترونیک
با وارد کردن ناخالصی‌های منگنز به گالیوم نیترید می‌توان ویژگی‌های اسپینترونیکی خوبی را از این ماده گرفت.

## سنتز
بلورهای گالیوم نیترید را ضرب کردن Na/Ga تحت فشار ۱۰۰ آتمسفر گاز N2 در دمای ۷۵۰ درجه بدست می‌آیند. به دلیل اینکه گالیوم با N2 زیر دمای ۱۰۰۰ درجه واکنش نشان نمی‌دهد برا یتولید پودر این ماده از گازهای دیگر استفاده می‌شو.
گالیوم نیترید را می‌توان با تزریق آمونیا در یون مذاب گالیوم در دمای ۹۰۰ تا ۹۸۰ درجه در فشار اتمسفر بدست آورد.

### روشهای رشد لایه تک بلور
امروزه در صنعت الکترونیک برای رشد قطعات بر پایه گالیوم نیترید از روش‌هایی چون MBE و MOCND استفاده می‌شود.